# Park You-na
Park You-na (박유나?, Bak YunaLR, Pak YunaMR; Seul, 23 dicembre 1997) è un'attrice sudcoreana.
Ha frequentato il corso di danza applicata alla Hanlim Multi Art School. Ha esordito nel 2015 come modella ed è passata alla recitazione poco dopo apparendo nella serie TV Balchikhage gogo. Nel 2017 ha interpretato Kim Ga-young in Stranger, ricevendo recensioni positive per il suo ruolo nello sviluppo della serie nonostante fosse un personaggio secondario, e una ragazza in viaggio con il padre nella fiction corale The Package. Si è fatta notare dal pubblico nel 2020 con Yeosin-gangnim.

## Filmografia

### Cinema
- White Day: Buseonjin gyeolge (화이트데이: 부서진 결계?), regia di Song Woon (2021)
- Long D (롱디?), regia di Im Jae-wan (2023)
- Bohoja (보호자?), regia di Jung Woo-sung (2023)

### Televisione
- Balchikhage gogo (발칙하게 고고?) – serie TV (2015)
- Yungnyong-i nareusya (육룡이 나르샤?) – serie TV (2015-2016)
- Stranger (비밀의 숲?) – serie TV (2017)
- The Package (더 패키지?) – serie TV (2017)
- Modu-ui yeon-ae (모두의 연애?) – serie TV (2017-2018)
- Nae a-idineun Gangnammi-in (내 아이디는 강남미인?) – serie TV (2018)
- Sky Castle (SKY 캐슬?) – serie TV (2018-2019)
- Hotel del Luna (호텔 델루나?) – serie TV (2019)
- Yeosin-gangnim (여신강림?) – serie TV (2020-2021)
- Rookie Cops (너와 나의 경찰수업?) – serie TV (2022)